# Bakı Kristal Zalı
Die Bakı Kristal Zalı (englisch Baku Crystal Hall; russisch Бакинский кристальный зал; deutsch Baku Kristallhalle) ist eine Mehrzweckhalle in der aserbaidschanischen Hauptstadt Baku. Die Anlage wurde am 16. April 2012 fertiggestellt und hat ein Fassungsvermögen von maximal 27.000 Zuschauern (12.000 Sitz- und 15.000 Stehplätze). Der Bau kostete zwischen 120 und 140 Mio. Euro. Sie war Schauplatz des 57. Eurovision Song Contest im Mai 2012. Während der Auftritte der Teilnehmer leuchtete die Fassade der Halle in den Nationalfarben des jeweiligen Landes. 

## Geschichte
Am 2. August 2011 wurde der Beschluss zum Bau der Halle von der Alpine Bau Deutschland AG festgelegt. Für Entwurf und Ausführung verantwortlich war das Hamburger Architekturbüro Gerkan, Marg und Partner (gmp). Der Innenausbau wurde von der Echinger Firma Alpine Bau koordiniert. Nachdem der Platz für den Bau der Veranstaltungsarena ausgewählt worden war, starteten die Vorbereitungen zum Bau. Mit nur dreiwöchiger Verzögerung wurde die Halle am 16. April 2012, nach siebenmonatiger Bauzeit, fertiggestellt. Als Gründe der Verzögerung wurden schlechte Witterungsbedingungen genannt.
Im September 2016 war die Halle Austragungsort der 42. Schacholympiade.

## Kritik
Es gab im Vorfeld Kritik von der Menschenrechtsorganisation Human Rights Watch. Sie kritisierten die Zwangsräumung von Wohnungen und Häusern, um deren Abriss durchzuführen, sodass Platz für die Arena entsteht. Manche Zwangsräumungen fanden nachts ohne Vorwarnung statt, und es wurden keine Entschädigungen gezahlt.